# جاضم

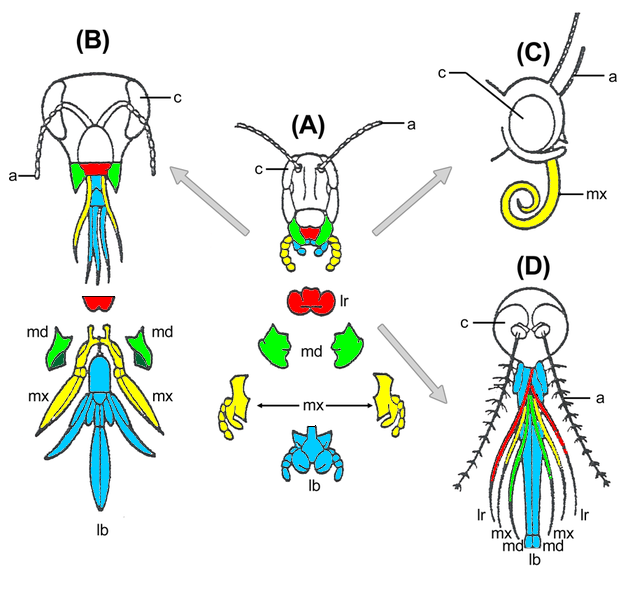
تغيرات الجاضِم (باللون الأحمر) في حشرات متنوعة. (أ) جندب ، (ب) عسل نحل ، (ج) فراشة (د) بعوضة.

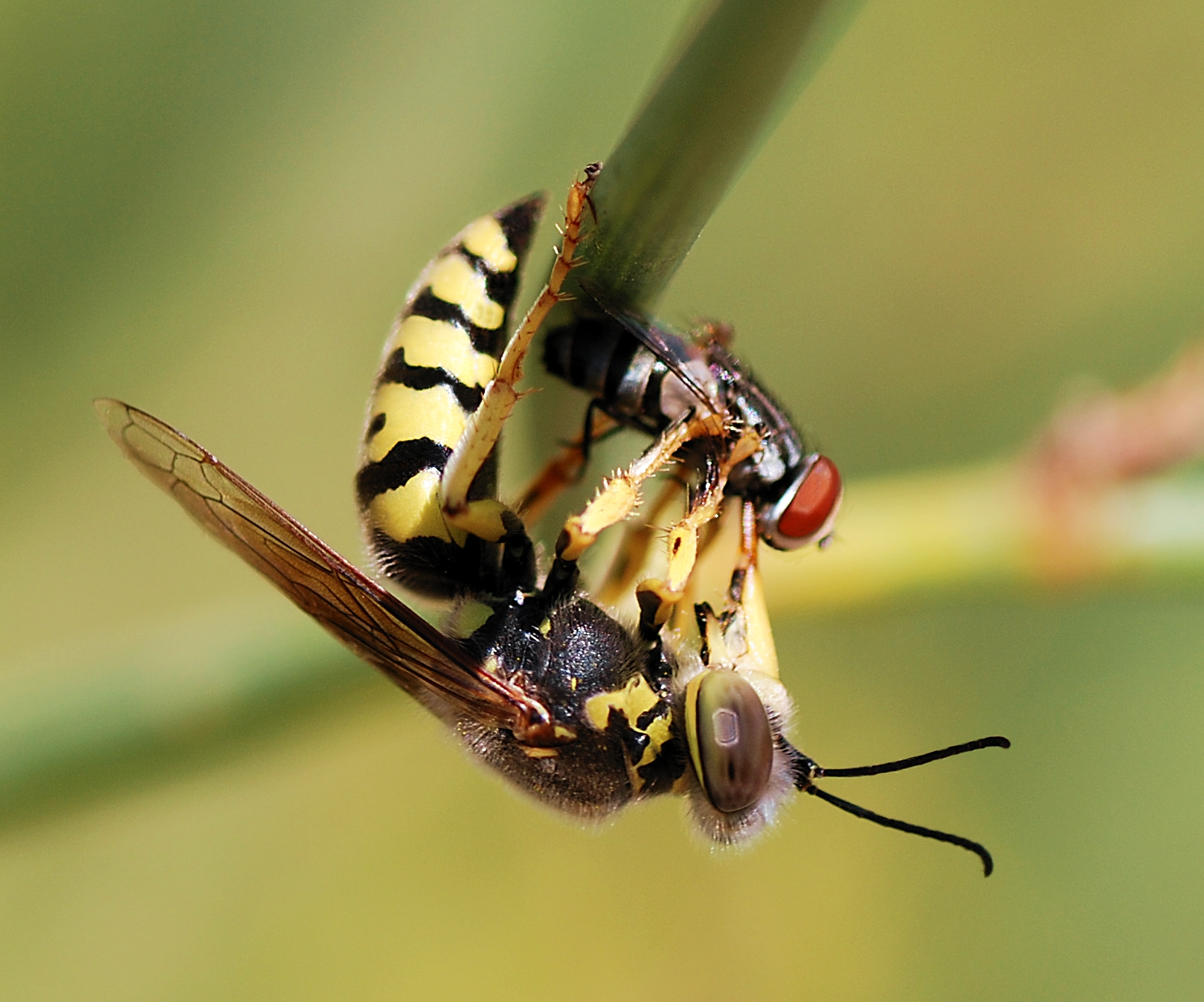
أنثى نوع من زنبور الرمل تستخدم جاضمها في امتصاص الدم من ذبابة.

الجَاضِم أو الشفة العليا عضوٌ يتصل بإزار البخنق (غلاف الرأس) ويلحف التآشير، مركزه مركز الشفة وقد يمثلها. هيكل شبيه بالرفرف يقع مباشرة أمام الفم في جميع مفصليات الأرجل الباقية تقريبً. الاستثناءات الأكثر وضوحا هي عنكبوت البحر، والتي ربما تكون من الأقارب المخلبية. الشفة السفلية المقابلة هي الشفة السفلى.